# Rodrigo Rodero
Rodrigo Rodero (Madrid, 28 de març de 1974) és un guionista i director de cinema espanyol. És llicenciat en Comunicació Audiovisual i diplomat en direcció per l'Escola de Cinema de la Comunitat de Madrid (E.C.A.M). Va debutar en la direcció el 2003 amb el curtmetratge Kundas, que va rebre el premi Aisge al Festival Internacional de Cinema d'Ourense (OUFF). El seu següent curtmetratge, Chatarra (2004), va rebre el premi al millor actor al Festival de Cinema de l'Alfàs del Pi.
El 2010 va dirigir el seu primer llargmetratge, L'idioma impossible, amb un guió adaptat de la novel·la de Francisco Casavella i que fou nominada a la bisnaga d'Or del Festival de Màlaga, a la "violette d'or" del Festival de Cinema d'Espanya de Tolosa de Llenguadoc (on va guanyar el premi a l'opera prima) i a la Medalla del Cercle d'Escriptors Cinematogràfics al millor guió adaptat.

## Filmografia
- Kundas (2003)
- Chatarra (2004)
- Mar de cristal (2005)
- Seis o siete veranos (2007)
- L'idioma impossible (2010)